# جان اندرز
جان فرانکلین اندرز (به انگلیسی: John Franklin Enders) ‏(۱۰ فوریه ۱۸۹۷ - ۸ سپتامبر ۱۹۸۵) دانشمند و پژوهشگر زیست‌پزشکی و برنده جایزه نوبل فیزیولوژی و پزشکی سال ۱۹۵۴ بود. از وی به عنوان پدر واکسن مدرن یاد می‌شود.